# Horse Guards (Gebäude)
Horse Guards ist ein Gebäude in London zwischen Whitehall und Horse Guards Parade.
Es wurde 1751 bis 1753 im Stil des Palladianismus von John Vardy nach Plänen von William Kent an der Stelle errichtet, an der zuvor das Wachgebäude des abgebrannten Palace of Whitehall gestanden hatte.
Bis 1904 war in dem Gebäude der Generalstab der britischen Armee untergebracht. Seitdem dient es als Hauptquartier der Guards Division und des Distrikts London der britischen Armee.
Horse Guards gilt formell als Eingang zum St James’s Palace; durch den mittleren Torbogen dürfen daher nur Mitglieder der britischen Königsfamilie fahren.

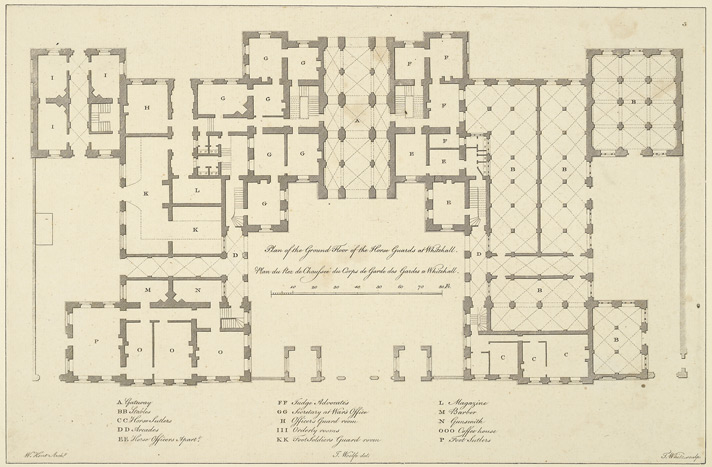
Plan des Gebäudes (Erdgeschoss, 1750)

Am Gebäude stehen an der Whitehall zugewandten Seite stets zwei Soldaten des Household Cavalry Mounted Regiments Wache; die Wachablösung erfolgt stündlich. Tagsüber, wenn die Wache beritten ist, ist dies ein beliebtes Motiv für Touristen.